# Оптико-механическая промышленность

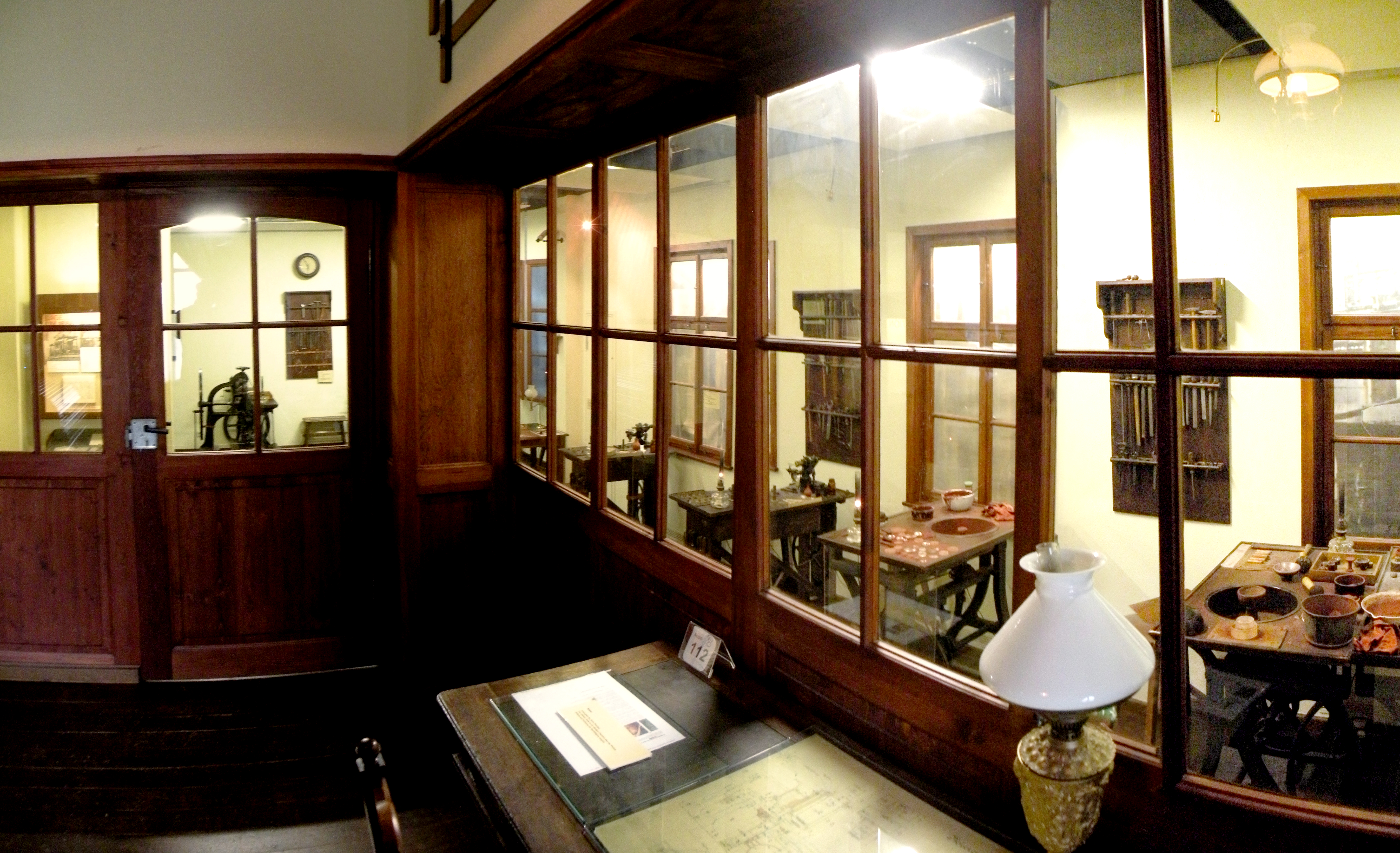
Вид из кабинета Карла Цейсса на историческую оптико-механическую мастерскую 1860 года. Оптический музей. Йена

О́птико-механи́ческая промы́шленность — отрасль промышленности, занятая производством приборов точной механики и оптики.
Осуществляет создание необходимой элементной базы, а также необходимой технологической базы для задач точной механики и оптики.
Развитая оптико-механическая промышленность является показателем развитой экономики страны. В Германии, например, оптико-механическая промышленность является одной из наиболее конкурентоспособных отраслей производства.

## История
Интенсивное развитие оптико-механического производства началось в середине XIX века. 
В 1846  году Карл Цейсс в Йене основал свою механическую мастерскую.
В 1853 году в Рочестере (США) была основана фирма «Бауш и Ломб», в продукцию которой входило и оптическое стекло.
В 1863 физик и математик Эрнст Аббе прибыл в Йену и через три года начал сотрудничать с Цейссом
В 1884 году Отто Шотт, при поддержке Аббе, начал на научной основе производить оптическое стекло.

Ведущим научно-исследовательским учреждением в оптико-механической промышленности России стал Государственный оптический институт, основанный в 1918 году академиком Д. С. Рождественским и получивший имя Президента АН СССР С. И. Вавилова, работавшего в нём. Долгое время роль института заключалась в курировании производства в деле его научного обеспечения на всех предприятиях оптико-механической промышленности страны и решение возникающих там принципиальных проблем, решение которых требовало проведения научно-исследовательских работ.
Институтом издавался с 1931 года журнал «Оптико-механическая промышленность», впоследствии переименованный в «Оптический журнал»; с 1966 года журнал переводится на английский язык и переиздается в США под названием Journal of Optical Technology». 
На протяжении многих десятилетий с 1919  года издаются «Труды ГОИ» .